# Дияволиці (фільм, 1996)
«Дияволиці» («Diabolique») — американський кінофільм-трилер 1996 року, знятий режисером Джерімаєю С. Чечиком, з Шерон Стоун, Ізабель Аджані і Чезом Палмінтері у головних ролях.

## Сюжет
Приватна школа святого Ансельма в Аппалачах. Господиня Міа — безвольна і хвороблива жінка, яка повністю перебуває під впливом свого жорстокого чоловіка Гая, що практично відкрито живе зі старшою викладачкою Ніколь Хорнер. Обох жінок ситуація не влаштовує, тоді вони вирішують прибрати тирана. Гая сп'яняють і топлять у ванні в будинку Ніколь, а потім тіло привозять до школи і викидають у брудний шкільний басейн.
Однак час минає, а тіло не спливає. Міа розпоряджається прочистити басейн, але при цьому там нічого не знаходять. Жінка близька до нервового зриву. Вона починає знаходити речі Гая, хтось надсилає їй фото колишнього чоловіка, підкидає замітку про знаходження потопельника. Однак з'ясовується, що це не та людина. Випадково Міа знайомиться з приватним детективом Ширлі Фогель, яка з ентузіазмом береться за пошуки Гая. Тим часом дивні випадки тривають…
Одного вечора Міа, яка перебуває у крайньому ступені екзальтації, бачить колишнього чоловіка, який встає з ванни. Він вважає, що від шоку його дружина померла, однак насправді цього не відбувається. Гай намагається зловити колишню дружину і втопити її в басейні. Однак Ніколь приходить на виручку Мії. Тепер уже жінки намагаються втопити Гая в басейні, що їм зрештою вдається. У цей момент з'являється Ширлі, яка підказує, як краще імітувати самооборону.

## У ролях
- Шерон Стоун — Ніколь Хорнер
- Ізабель Аджані — Міа Берон
- Чез Палмінтері — Гай Берон
- Кеті Бейтс — Ширлі Фогель
- Сполдинг Грей — роль другого плану
- Ширлі Найт — роль другого плану
- Аллен Гарфілд — роль другого плану
- Адам Ханн-Берд — роль другого плану
- Донал Лог — роль другого плану
- Даяна Белламі — роль другого плану
- Клеа Льюїс — роль другого плану
- О'Ніл Комптон — роль другого плану
- Бінго О'Меллі — роль другого плану
- Стефен Лиска — роль другого плану
- Джеймс Кізіки — роль другого плану
- Захарі Мотт — роль другого плану
- Джефрі Джейкоб Абрамс — роль другого плану
- Кейт Янг — роль другого плану
- Хенк Штоль — роль другого плану

## Знімальна група
- Режисер — Джерімайя С. Чечик
- Сценаристи — Анрі-Жорж Клузо, Дон Роос
- Оператор — Пітер Джеймс
- Композитор — Ренді Еделмен
- Художник — Леслі Діллі
- Продюсери — Чак Біндер, Гарі Дайглер, Джері Оффсей, Джеймс Дж. Робінсон, Білл Тодман-мол., Марвін Уорт